# Osvaldo Badenier Martínez
Osvaldo Antonio Badenier Martínez (Viña del Mar, 28 de diciembre de 1971) es un abogado, académico, funcionario y político chileno, miembro del Partido Demócrata Cristiano (PDC). Durante el gobierno del presidente Ricardo Lagos, entre 2002 y 2004, se desempeñó como gobernador de la provincia de San Antonio.

## Familia y estudios
Nació en la comuna chilena de Viña del Mar, es hijo de Osvaldo Adolfo Badenier Bustamante y de Berta Marianela Martínez Salinas. Pablo Badenier, uno de sus hermanos, se desempeñó como ministro del Medio Ambiente entre 2014 y 2017, bajo el segundo gobierno de Michelle Bachelet.
Realizó sus estudios superiores en la carrera de derecho de la Universidad Central de Chile (Ucen), titulándose como abogado. Luego, cursó un diplomado en derecho laboral y un diplomado de certificación de coaching profesional en la Universidad Andrés Bello; un diplomado en responsabilidad social empresarial y un diplomado en gestión de personas en la Universidad Alberto Hurtado. Asimismo, efectuó un diplomado en comunicaciones en la Universidad de Chile; una licenciatura en comunicación social y periodismo en la Universidad Academia de Humanismo Cristiano (UAHC); un máster en comunicación estratégica en la Universidad Adolfo Ibáñez; y un diplomado en escritura creativa en la Pontificia Universidad Católica de Valparaíso (PUCV), este último entre 2018 y 2023.

## Carrera profesional
Inició su actividad laboral en el sector público durante el gobierno del presidente Ricardo Lagos, incorporándose en el año 2000 como asesor al Ministerio de Planificación y Cooperación (Mideplan). De forma paralela, en el sector privado, actuó por algunos meses en 2001 como director de la Fundación Eduardo Frei Montalva. Dejó la repartición gubernamental en 2002, siendo nombrado como gobernador de la provincia de San Antonio, puesto que ocupó hasta 2004.
A continuación, en 2007, bajo el primer gobierno de la presidenta Michelle Bachelet, pasó a la estatal Empresa Nacional del Petróleo (ENAP), asumiendo como analista de Recursos Humanos de la Refinería Aconcagua, cargo que mantuvo durante el primer gobierno del presidente Sebastián Piñera, abandonándolo en 2011 al ser nombrado como director de Relaciones Laborales de ENAP Refinerías S. A., labor que ocupó hasta 2013. Al año siguiente, con ocasión de la segunda administración de Bachelet, fue nombrado como director corporativo de Gestión de Terceros de ENAP, función que dejó en agosto de 2016 para asumir como gerente corporativo de Relaciones Laborales de la misma firma, sirviendo como tal hasta enero de 2017.
En mayo del mismo año, se integró al Ministerio del Trabajo y Previsión Social como asesor de su titular, Alejandra Krauss, puesto que dejó siete meses después. Simultáneamente, en el ámbito académico, desde marzo de 2017 se ha desempeñado como profesor en las universidades Alberto Hurtado y Católica de Valparaíso, y como consultor en relaciones laborales, de manera independiente.

## Carrera política
Militante del Partido Demócrata Cristiano (PDC) al igual que su padre y hermano, durante su época estudiantil, se desempeñó como vicepresidente de la Federación de Estudiantes de la Universidad Católica de Valparaíso entre 1994 y 1996, junto a Rolando Biere como presidente y Hugo Herrera como secretario general.